# Літак АН-225 «Мрія» (монета)
«Літа́к Ан-225 „Мрія“» — пам'ятна монета номіналом 5 гривень, випущена Національним банком України, присвячена унікальному широкофюзеляжному надважкому літаку, що призначений для транспортування великогабаритних вантажів вагою до 250 тонн, перший політ якого відбувся в грудні 1988 року. На рахунку літака — 214 національних авіарекордів та 124 світових.
Монету введено в обіг 30 квітня 2002 року. Вона належить до серії «Літаки України».

## Опис монети та характеристики
| Номінал грн. | Метал      | Маса, г | Діаметр, мм | Якість виготовлення | Гурт     | Тираж, штук |
| ------------ | ---------- | ------- | ----------- | ------------------- | -------- | ----------- |
| 5            | нейзильбер | 16,54   | 35,0        | звичайна            | рифлений | 30 000      |

### Аверс
На аверсі монети в центрі в намистовому колі зображено малий Державний Герб України в оточенні алегоричної композиції із сонця, стилізованого крила, птахів (праворуч) та зірок, що втілює мрію людства досягти космічних висот, та кругові написи: «УКРАЇНА», «2002», «5», «ГРИВЕНЬ», та логотип Монетного двору Національного банку України.

### Реверс

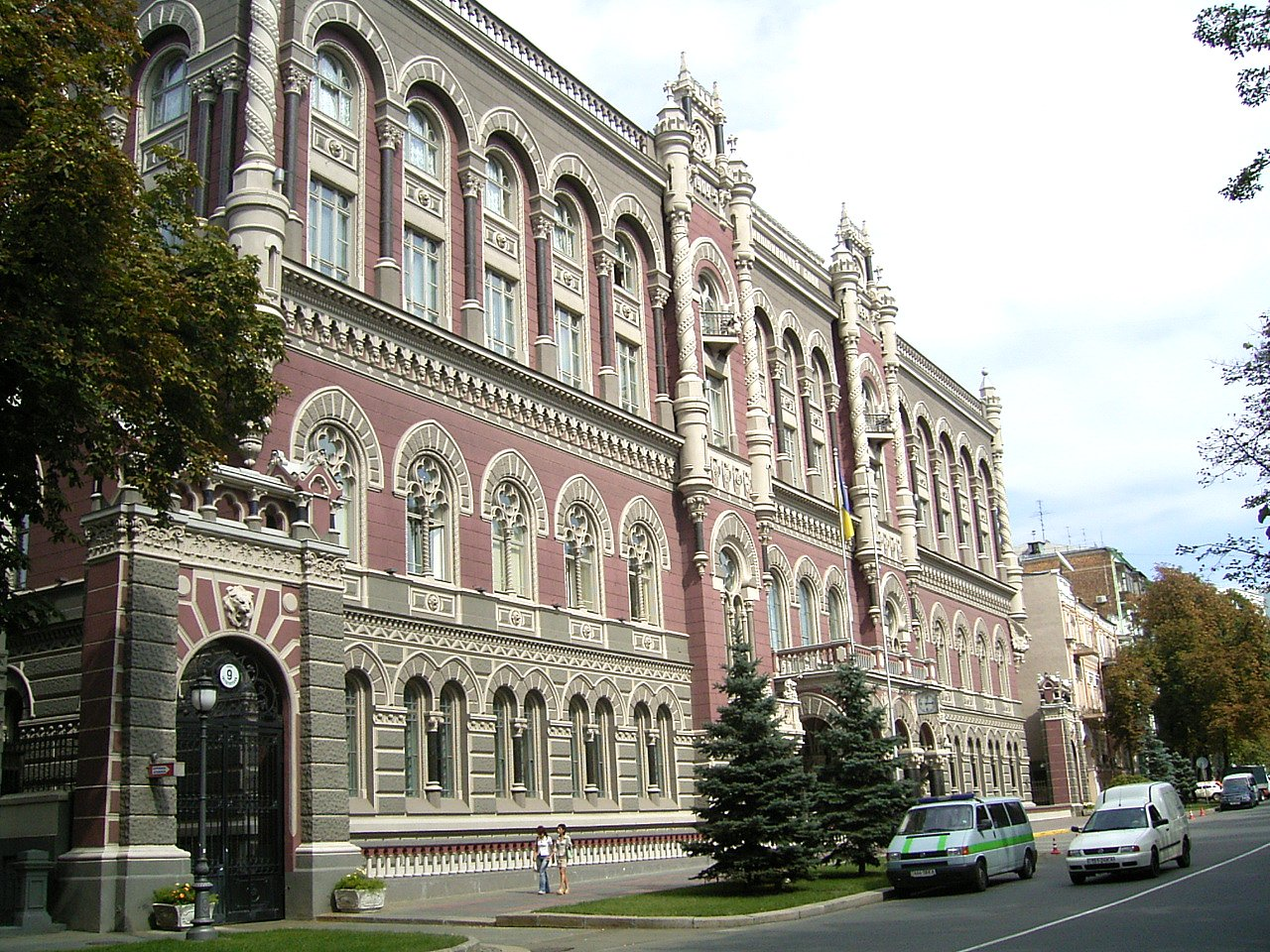
Будівля Національного банку України

На реверсі монети зображено надважкий літак над злітно-посадочною смугою та кругові написи: угорі — «ЛІТАКИ УКРАЇНИ»; унизу — «АН-225 МРІЯ», між цим написом розміщено логотип «АН».

## Автори
- Художник — Дем'яненко Володимир.
- Скульптор — Дем'яненко Володимир.

## Вартість монети
Ціну монети — 5 гривень встановив Національний банк України у період реалізації монети через його філії в 2002 році.
Фактична приблизна вартість монети, з роками змінювалася так:
| Рік        | 2010 | 2011 | 2012 | 2013 | 2014 | 2015 | 2016 | 2017  | 2018  | 2019  | 2020  | 2021  | 2022  | 2023  | 2024  | 2025  |
| ---------- | ---- | ---- | ---- | ---- | ---- | ---- | ---- | ----- | ----- | ----- | ----- | ----- | ----- | ----- | ----- | ----- |
| Ціна, грн. | 420  | 420  | 420  | 450  | 492  | 750  | 890  | 1 070 | 1 150 | 1 350 | 1 380 | 1 200 | 1 350 | 4 500 | 4 700 | 5 500 |